# Государственное валютное управление КНР
Государственное валютное управление КНР (SAFE, ГВУ) — административный орган (государственное агентство) при Госсовете КНР, занимающийся разработкой законодательных и нормативных актов по регулированию деятельности на валютном рынке, а также управлением государственными золотовалютными резервами Китая, объём которых в мае 2022 года составлял 3,2 триллиона долларов США.
Директор Управления — Пан Гуншэн (в должности с января 2016 года).

## Структура
- Головной офис в Пекине:
  - Департамент по общим вопросам (Департамент политики и регулирования)
  - Департамент платежного баланса
  - Департамент управления текущими счетами
  - Департамент управления капиталом
  - Департамент надзора и инспекций
  - Департамент управления резервами
  - Отдел кадров (отдел внутреннего аудита)
  - Департамент науки и технологий
- Ассоциированные учреждения:
  - Центральный валютный центр
  - Информационный центр
  - Центр общих служб
  - Редакция журнала «Иностранная биржа Китая»
- Основные инвестиционные организации SAFE за рубежом:
  - SAFE Investment Company Limited (Гонконг) — со 2 июня 1997 года
  - Инвестиционная компания Китайской Народной Республики (Сингапур) — с 10 сентября 2008 года
  - Gingko Tree Investment Ltd. (Лондон) — с 11 декабря 2009 года[3][4]
  - Beryl Datura Investment Limited (Британские Виргинские острова) — с 2012 года
  - Торговая площадка во Франкфурте (Германия) — с 2012 года.

SAFE представлен филиалами во всех провинциях, автономных районах и муниципалитетах КНР.

## Руководство
В ноябре 2022 года Главное валютное управление КНР возглавляет Пан Гуншэн. Заместители директора Управления: Чжэн Вэй, Лу Лэй и Ван Чуньин.

## Деятельность
SAFE публикует объём золотовалютных резервов Китая, но не их детализированный состав. По данным западных экономистов, в конце 2006 года примерно 70 % ЗВР приходились на активы в долларах США, 20 % — в евро и 10 % — в остальных валютах. Большая часть ЗВР Китая инвестируется в долговые обязательства, деноминированные в американских долларах таких, как казначейские облигации США. Вместе с тем в 2007 году указывалось, что SAFE приобретал американские ценные бумаги, обеспеченные ипотечными фондами, на сумму около 100 млрд долларов в целях получения более высокой доходности в сравнении с казначейскими облигациями.
4 января 2008 года The Financial Times сообщала о приобретении гонконгским филиалом SAFE около одного процента акций Commonwealth Bank of Australia и Australia and New Zealand Banking Group — второго и третьего по величине кредиторов Австралии соответственно. Также в апреле 2008 года проводились крупные инвестиции в нефтедобывающие компании British Petroleum и TotalEnergies.

### Кризис 2008 года и диверсификация
Народный банк Китая стремится повышать доходность своих активов в инвалюте на счёт несколько рискованных, но более доходных инвестиций. SAFE создал один из крупнейших портфелей акций в Соединённых Штатах среди всех иностранных инвесторов, включая крупные суверенные фонды. В начале 2007 года ГВУ начало диверсификацию вложений, было выпущено постановление, ограничивающее каждую инвестиционную сделку суммой в 1 млрд долларов США. В рамках той же стратегии реструктуризации портфеля инвестиций SAFE приобрела небольшие доли в десятках зарубежных компаний, включая британские Rio Tinto, Royal Dutch Shell, BP, Barclays, Tesco и RBS.
По мнению финансового аналитика Брэда Сетсера, после финансового кризиса 2008 года и в результате проведённой диверсификации SAFE мог получить убыток в более чем 80 млрд долларов США.
23 марта 2009 года заместитель председателя Народного банка Китая Ху Сяолянь заявил журналисту о том, что «Китай будет продолжать инвестировать в государственные облигации США, уделяя при этом пристальное внимание возможным колебаниям стоимости этих активов. Вложения в казначейские облигации США являются важной составляющей процесса валютных инвестиций Китая в иностранной валюте».

## Дополнительная информация
Изначально структура и роль SAFE в китайской экономике не раскрывались, а дочерние компании агентства были незначительными по объёму и количеству операций. В последние годы фонды под управлением SAFE претерпели значительное увеличение, участвуя в итоговой деятельности в консолидированном портфеле агентства и проводя сделки в различных часовых поясах по распоряжениям из головного офиса в Пекине.
ГВУ в своё время создало дочернее инвестиционное подразделение Central Huijin Investment, но в сентябре 2007 года передало управление над ним во вновь созданный суверенный фонд China Investment Corporation.
На фоне увеличения золотовалютных запасов Китая рядом аналитиков отмечаются признаки растущей конкуренции дочерних компаний SAFE за управление активами и инвестициями головного агентства.